# Sabrina Ouazani
Sabrina Ouazani (Saint-Denis, 1988. december 6. –) algériai származású francia színésznő. Leginkább A kitérés című filmből és a Netflix Szerelem rendelésre című sorozatából ismert.

## Élete
Két testvére van: Djamel (1986) és Sarah (1995).
Anyja hatására jelentkezett a l'Esquive meghallgatására; itt fedezte fel Abdellatif Kechiche rendező. Első szerepéért elnyerte a César-díjat a "legjobb feltörekvő színésznő" kategóriában.
Gazdasági és társadalmi érettségit, illetve történelem diplomát szerzett, de nem valósította meg tervét, hogy újságírói iskolába lépjen, mert a filmművészet jobban érdekelte. 2012 óta cirkuszművészettel is foglalkozik.

## Magánélete
Férje Franck Gastambide rendező, színész.

## Filmográfia
- A kitérés (2003)
- A három kislány (2004)
- Művészlelkek (2006)
- A kuszkusz titka (2007)
- Párizs (2008)
- Ég veled, Gary! (2009)
- Emberek és istenek (2010)
- Asszonyok kútja (2011)
- A külváros mélyén (2012)
- A múlt (2013)
- Rákattanva (2015)
- Az akciócsoport (2015)
- Te válassz! (2017)
- Taxi 5. (2018)
- Bűbájosok (2018)
- Közeli ellenségek (2018)
- Szerelem rendelésre (2018-2022)
- Prière d'enquêter (2019-2021)
- Validé (2020-2021)
- A leszámolás (2022)